# Nyctemera mabillei
Nyctemera mabillei là một loài bướm đêm thuộc phân họ Arctiinae, họ Erebidae.